# Nepolokivci
Nepolokivci (in ucraino Неполоківці?) è un insediamento rurale ucrain0 (2 427 abitanti) nel distretto di Černivci, nell'oblast' di Černivci. Ospita l'amministrazione della comunità territoriale di Nepolokivci, una delle comunità territoriali dell'Ucraina.
Fino al 18 luglio 2020 Nepolokivci faceva parte del distretto di Kicman', abolito come parte della riforma amministrativa dell'Ucraina, che ha ridotto a tre il numero dei distretti dell'oblast' di Černivci. L'area del distretto di Kicman' è stata fusa nel distretto di Černivci.
Fino al 26 gennaio 2024 Nepolokivci era classificata come insediamento di tipo urbano. Da tale data è entrata in vigore una nuova legge che ha abolito questo status e Nepolokivci è stata riclassificata come insediamento rurale.